# William Averell Harriman
Pour les articles homonymes, voir Harriman.
William Averell Harriman, né le 15 novembre 1891 à New York et mort le 26 juillet 1986 à Yorktown Heights (New York), est un homme d'affaires, homme politique et diplomate américain.
Membre du Parti républicain puis à partir de 1928 du Parti démocrate, il est un représentant américain en Europe durant la Seconde Guerre mondiale pour plusieurs dossiers et notamment ambassadeur des États-Unis en URSS entre 1943 et 1946. Après cela et en parallèle d'activités entrepreneuriales, il est un coordinateur du plan Marshall. Il est secrétaire au Commerce entre 1948 et 1953 dans l'administration du président Harry S. Truman puis conseiller de Dwight D. Eisenhower et gouverneur de l'État de New York entre 1955 et 1958. Il est enfin assistant de John F. Kennedy lors de son passage à la Maison-Blanche sur le traité d'interdiction partielle des essais nucléaires et sous-secrétaire d'État dans l'administration L.B. Johnson.

## Biographie

### Origines, études et vie privée
Il est né à New York, fils de magnats des chemins de fer (Edward Henry Harriman et Mary Williamson Averell), et frère de E. Roland Harriman. Il fait ses études à Groton School dans le Massachusetts, puis à l'université Yale. Il épouse Kitty Lanier Lawrence, qui meurt en 1936. Il épouse ensuite Marie Norton Whitney. Enfin, son troisième et dernier mariage est avec Pamela Beryl Digby, ancienne épouse du fils de Winston Churchill, Randolph.

### Carrière politique
Il est l'envoyé du président Roosevelt comme émissaire spécial en Europe, et assiste en août 1941 à la conférence de l'Atlantique, rencontre entre le président américain et Winston Churchill à Placentia Bay. En août 1942, il accompagne Churchill à Moscou et y rencontre Staline pour l'exécution du Prêt-bail au profit de l'URSS : plus de 15.000 avions et 150,000 camions seront livrés par les États-Unis à l'URSS ; des usines entières seront démontées et envoyées depuis les États-Unis pour l'effort de guerre soviétique ; en octobre 1943, Harriman est nommé ambassadeur à Moscou et assiste aux conférences de Téhéran (novembre 1943) et de Yalta (février 1945). Plus tard, il est nommé secrétaire au Commerce sous la présidence de Harry Truman afin de remplacer Henry A. Wallace, qui critiquait la politique étrangère de Truman. Il sert à ce poste de 1946 à 1949. Il est envoyé à Téhéran en juillet 1951 comme médiateur entre l'Iran et le Royaume-Uni après la nationalisation de l'Anglo-Iranian Oil Company.
Il est gouverneur de l'État de New York le temps d'un mandat, à partir de 1954. Il est battu par le républicain Nelson Rockefeller en 1958. Il est également candidat à l'investiture démocrate pour les élections présidentielles de 1952 et de 1956, avec la bénédiction de Harry Truman, mais est battu à deux reprises par Adlai Stevenson.
Il est ambassador at Large sous la présidence Kennedy, jusqu'en novembre 1961. Il est ensuite nommé assistant secretary of State for Far Eastern Affairs. Il reste à ce poste jusqu'en avril 1963, où il devient Under secretary of State for Political Affairs. Il reste en poste toute la durée de l'administration de Lyndon B. Johnson, jusqu'en mars 1965 où il redevient ambassador at Large. Il est responsable des négociations de paix à Paris sur le Vietnam.
Il est favorable au coup d'État contre le président vietnamien Ngo Dinh Diem en 1963.[réf. nécessaire]
En 1984 il stigmatise violemment la politique étrangère de Ronald Reagan, notamment son projet Initiative de Défense Stratégique, dans lequel il perçoit la violation de tous les traités de limitation de la course aux armements signés avec l'URSS depuis 1963.

### Carrière d'homme d'affaires
Avec des capitaux de son père, il fonde la banque W.A. Harriman & Co en 1922. Il est rejoint par son frère E. Roland Harriman et l'affaire change son nom en Harriman Brothers & Co. Cette société fusionne en 1931 avec Brown Bros. & Co. pour donner la société Brown Brothers Harriman & Co.. Parmi les employés notables se trouvent George Herbert Walker, et Prescott Bush (le grand-père de l'ancien président des États-Unis George W. Bush), eux-mêmes également employés à la Union Banking Corporation (UBC), entreprise fermée en 1943 par le gouvernement américain pour avoir commercé avec l'ennemi (cf. Trading with the Enemy Act). Il fonde en 1921 la compagnie maritime United American Lines, vendue en 1926 à la HAPAG.
Harriman avait des parts dans : Brown Brothers & Harriman & Co, Union Pacific Railroad, Merchant Shipping Corporation et divers autres investissements dont Polaroid.

## Résumé de carrière
- Vice-président, Union Pacific Railroad Co., 1915-1917
- Directeur, Illinois Central Railroad Co., 1915-1946
- Membre de la Palisades Interstate Park Commission, 1915-1954
- Chairman, Merchant Shipbuilding Corp., 1917-1925
- Chairman, W. A. Harriman & Company, 1920-1931
- Partenaire, Soviet Georgian Manganese Concessions, 1925-1928
- Chairman, Executive committee, Illinois Central Railroad, 1931-1942
- Partenaire sénior, Brown Brothers Harriman & Co., 1931-1946
- Chairman, Union Pacific Railroad, 1932-1946
- Cofondateur du magazine Toda avec Vincent Astor, 1935-1937 (a fusionné avec Newsweek en 1937)
- Administrateur et assistant spécial, National Recovery Administration, 1934-1935
- Foundateur du Sun Valley Ski Resort, Idaho, 1935-1936
- Chairman, Business Advisory Council, 1937-1939
- Chef, Materials Branch & Production Division, Office of Production Management, 1941
- Ambassadeur et représentant spécial du Premier ministre du Royaume-Uni, 1941-1943
- Chairman, ambassadeur et représentant spécial du président des États-Unis en URSS, 1941-1943
- Ambassadeur américain en URSS, 1943-1946
- Ambassadeur américain au Royaume-Uni, 1946
- Secretary of Commerce, 1946-1948
- Coordinateur américain, European Recovery Program (Plan Marshall), 1948-1950
- Assistant spécial du président des États-Unis, 1950-1952
- Représentant américain et Chairman, North Atlantic Commission on Defense Plans, 1951-1952
- Directeur, Mutual Security Agency, 1951-1953
- Candidat à la nomination démocrate pour l'élection présidentielle de 1952
- Gouverneur de l'État de New York, 1955-1959
- Candidat à la nomination démocrate pour l'élection présidentielle de 1956
- US Ambassador-at-large, 1961
- Vice-reprédentant des États-Unis, International Conference on the Settlement of the Laotian, 1961-1962
- Assistant du secrétaire d'État des États-Unis, Far Eastern Affairs, 1961-1963
- Représentant spécial auprès du président des États-Unis, traité d'interdiction partielle des essais nucléaires, 1963
- Sous-secrétaire d'État des États-Unis, Political Affairs, 1963-1965
- US Ambassador-at-large, 1965-1969
- Chairman et président, Commission of the Observance of Human Rights Year, 1968
- Représentant personnel du président des États-Unis, Négociations de paix au Nord Vietnam, 1968-1969
- Chairman, Foreign Policy Task Force, Democratic National Committee, 1976
- Membre de : American Academy of Diplomacy Charter, Club de Rome, Council on Foreign Relations, Knights of Pythias, cercle Skull and Bones, fraternité Psi Upsilon, Jupiter Island Club.